# (200051) 2008 OE10
(200051) 2008 OE10 es un asteroide que forma parte de los asteroides troyanos de Júpiter, descubierto el 28 de julio de 2008 por el equipo del Observatorio Chante-Perdrix Dauban desde el Observatorio Chante-Perdrix Dauban, Dauban, Francia.

## Designación y nombre
Designado provisionalmente como 2008 OE10.

## Características orbitales
2008 OE10 está situado a una distancia media del Sol de 5,222 ua, pudiendo alejarse hasta 5,835 ua y acercarse hasta 4,608 ua. Su excentricidad es 0,117 y la inclinación orbital 5,632 grados. Emplea 4359,03 días en completar una órbita alrededor del Sol.

## Características físicas
La magnitud absoluta de 2008 OE10 es 12,8.